# Интелигентна електрическа мрежа
Интелигентните електрически мрежи (на английски: smart grid) са съвременна постановка за автоматизиран контрол на системите и електрическата енергия както от страна на доставчика, така и от страна на потребителя. Основните цели на умните мрежи е да се осигури най-качественото електрозахранване на потребителите и да се оползотвори максимално енергията от възобновяеми енергийни източници. Крайната цел за изграждане на една интелигентна мрежа е да се модернизират и автоматизират съществуващите електрически мрежи.

## Ефективно електроснабдяване
Ефективното електроснабдяване включва като подход интелигентната електрическа мрежа (smart grid) за повишена ефективност и сигурност на потребление на енергия в електрическата мрежова инфраструктура (виж електроснабдяване).
Ефективността идва от цялостното следене на електроснабдителната мрежа посредством измервателни устройства, обменящи данни помежду си, които биват поставяни в центровете за данни, електрическите подстанции и при крайните потребители. За съвременните предприятия е от съществено значение да имат възможността да следят параметрите на електрическата си мрежа, за да оптимизират разходите на електрическа енергия. Това важи и за фирмите, които излизат на пазара на електроенергия, за да могат да изготвят товарови графици и да предвиждат промените в консумацията на електроенергия.
Основната идея е опцията „електроенергия на поискване“, където източниците на енергия могат да бъдат задействани при подаден сигнал. Това позволява по-голяма гъвкавост и устойчивост на електроснабдителната мрежа при претоварване, както и нейното децентрализиране. Друга характеристика е, че крайният потребител ще има възможността да получава специално пригодено за него ценообразуване.

## Интелигентна електрическа подстанция
Подстанциите са ключов елемент в електрическите мрежи. За разлика от конвенционалната електрическа подстанция, интелигентната подстанция записва данни, които могат да бъдат отчитани и следени дистанционно чрез цифрова или аналогова връзка.  Това позволява повредени части от електрическата мрежа да бъдат открити и възстановени максимално бързо с минимални разходи и тежестта на повредите да се сведе до минимум.